# Saundra Santiago
Pour les articles homonymes, voir Santiago (homonymie).
Saundra Santiago est une actrice américaine née le 13 avril 1957 dans le Bronx, New York (États-Unis). Elle est surtout connue pour son rôle de Gina Calabrese dans la série « Deux Flics à Miami ».

## Filmographie
- 1982 : The End of August : Mariequita
- 1984 : Beat Street : Carmen
- 1984-1989 : Deux Flics à Miami (Miami Vice) (TV) : Gina Calabrese
- 1992 : Summer Stories: The Mall (feuilleton TV) : (segment "Temptations")
- 1993 : L'Impasse (Carlito's Way) : Club Patron Dancing with Carlito
- 1994 : The Cosby Mysteries (TV) : Amy Flusser
- 1995 : Malveillance (With Hostile Intent) (TV) : Sgt. Lucille Preston
- 1995 : Meurtres en série (Deadline for Murder: From the Files of Edna Buchanan) (TV) : Rosinha Zulueta
- 1996 : To Sir, with Love II (TV)
- 1997 : Nick and Jane : Stephanie
- 1998 : Hi-Life : Elena
- 1992 : Haine et Passion ("The Guiding Light") (série TV) : Carmen Santos (1999-2000, 2001-2002)'
- 1999 - 2007 The Sopranos (série TV)  « Jeanie Cusamano »
- 2002 : Garmento : Franca Fortuna
- 2004 : On ne vit qu'une fois ("One Life to Live") (série TV) : Angelina Parades (aka Isobella Santi) (2004)
- 2013 : Mères entremetteuses (Meddling Mom) (TV) : Valeria
- 2020 : Hightown